# Beowulf : Les Monstres et les Critiques

Beowulf : Les Monstres et les Critiques (Beowulf: The Monsters and the Critics) est une conférence donnée le 25 novembre 1936 à la British Academy par le philologue et écrivain J. R. R. Tolkien, et publiée la même année dans les Proceedings of the British Academy.

## Résumé
La conférence s'intéresse à la réception critique du poème anglo-saxon médiéval Beowulf. Tolkien s'y oppose à l'opinion générale de son époque, qui considère cette œuvre comme un simple document historique en négligeant son caractère artistique et son contenu, notamment les monstres que sont Grendel et le dragon ; il cite le mot de W. P. Ker, selon lequel le poème « met les détails insignifiants au centre et relègue les choses sérieuses en marge ». Tolkien estime, au contraire, que ce sont ces éléments qui sont dignes d'être des sujets d'étude. Cette appréciation est excessive car, en 1877, L. Botkine reconnaissait déjà la valeur esthétique du poème.

## Éditions
Cette conférence a été publiée en 1936 dans Proceedings of the British Academy. Elle a depuis été rééditée dans divers recueils, notamment Les Monstres et les Critiques et autres essais (1983), un recueil d'essais assemblé par Christopher Tolkien. En 2002, Michael D. C. Drout a édité Beowulf and the Critics, une étude des deux longs brouillons du texte de la conférence.